# Halecia rugicollis
Halecia rugicollis es una especie de escarabajo del género Halecia, familia Buprestidae. Fue descrita científicamente por Saunders en 1874.